# Ezerovo (Plovdiv)
Ezerovo (Bulgaars: Езерово) is een dorp in Bulgarije. Het dorp is gelegen in de gemeente Parvomaï, oblast Plovdiv. Het dorp ligt hemelsbreed ongeveer 47 km ten zuidoosten van Plovdiv en 178 km ten zuidoosten van de hoofdstad Sofia. 

## Bevolking
Op 31 december 2020 telde het dorp Ezerovo 616 inwoners. Het aantal inwoners vertoont al jaren een dalende trend: in 1934 had het dorp nog 2.189 inwoners.
| Bevolkingsontwikkeling tussen 1934 en 2020          |
| --------------------------------------------------- |
|                                                     |
| Bron: Nationaal Statistisch Instituut van Bulgarije |

Het dorp heeft een gemengde bevolking: er wonen etnische Turken en etnische Bulgaren. In de volkstelling van 2011 identificeerden 304 van de 618 ondervraagden zichzelf als etnische Turken en 290 ondervraagden noemden zichzelf etnische Bulgaren. Bovendien identificeerden 20 ondervraagden zichzelf als Roma.
| Etnische samenstelling van de respondenten (2011) | Etnische samenstelling van de respondenten (2011) | Etnische samenstelling van de respondenten (2011) | Etnische samenstelling van de respondenten (2011) | Etnische samenstelling van de respondenten (2011) |
| ------------------------------------------------- | ------------------------------------------------- | ------------------------------------------------- | ------------------------------------------------- | ------------------------------------------------- |
|                                                   |                                                   |                                                   |                                                   |                                                   |
| Bulgaren                                          | Bulgaren                                          |                                                   | 46,9%                                             | 46,9%                                             |
| Turken                                            | Turken                                            |                                                   | 49,2%                                             | 49,2%                                             |
| Roma                                              | Roma                                              |                                                   | 3,1%                                              | 3,1%                                              |
| Anders/Onbekend                                   | Anders/Onbekend                                   |                                                   | 0,8%                                              | 0,8%                                              |